# 遠藤盛数
遠藤 盛数（えんどう もりかず、? - 永禄5年10月14日（1562年11月10日））は、戦国時代の武将。美濃国初代八幡城主。通称六左衛門。遠藤胤好の次男である。妻は東常慶の娘。なお、山内一豊室は盛数の娘とも言われる（見性院参照）。

## 来歴
郡上郡の支配者東氏の一族で、木越城主の遠藤胤縁の弟。
天文9年（1540年）、小多良郷和田会津（現郡上市）に要害を構える和田五郎左衛門（遠藤胤基（胤縁の子）の子）の勢力拡大を恐れた、宗家当主で篠脇城主の東常慶と謀り、兄胤縁と共に五郎左衛門を暗殺した。
同年8月、越前の朝倉義景が郡上に侵入した際は、兄胤縁と常慶に進言し決戦を決意させ、9月3日に篠脇城が攻撃されると、盛数は一隊を率いて朝倉勢の背後を突き多大な損害を与えた。
天文21年（1552年）、東氏の一族で福野城主の、河合七郎の勢力拡大を恐れた東常慶の命により、福野城を急襲して七郎一族を滅ぼした。それまで兄の木越城に同居していた盛数は、七郎の領地だった下川筋（現郡上市美並町）を与えられ、新たに鶴尾山城を築いた。
東常慶には実子常堯がいたが、悪逆非道だったため盛数が婿養子に迎えられ、弘治年間（1555年 - 1558年）に家督を譲られたとも言われる。その一方で、常慶は常堯を遠藤胤縁の娘と縁組させようともしたが、胤縁は常堯の非道を理由に同意せず、娘を畑佐六郎右衛門に縁付かせた。これを恨んだ常堯は、永禄2年（1559年）8月1日に胤縁が赤谷山城を訪問すると、家臣長瀬内膳に命じて鉄砲で射殺させた。かねてより宗家に取って代わることを考えていた盛数は、兄の弔い合戦を大義名分に郡内の諸豪を募り、8月14日に兵を挙げた。一説には飛騨の三木良頼の加勢も得て、八幡山山頂に布陣。10日間にわたる攻城戦の末、東殿山城を落城させ常慶を滅ぼした。盛数はこのとき布陣した八幡山に、新たに八幡城を築いた。
盛数は胤縁の子胤俊に木越城主を継がせ、所領のうち半分を分与し、それ以後両家は「両遠藤」と言われた。両遠藤は稲葉山城主斎藤龍興の配下となり、永禄4年（1561年）に織田信長の軍が西濃に侵攻した際は、関城主長井道利の軍と連合して、森部（現安八郡安八町）で防戦した（森部の戦い）。翌永禄5年10月14日（1562年11月10日）、井ノ口（現岐阜市）で死去。子の慶隆が13歳で後を継ぎ、後に郡上藩初代藩主となった。